# Het Huis van Zijde
Het Huis van Zijde (Engelse titel: The House of Silk) is een boek in de Sherlock Holmesserie geschreven door de Engelse schrijver Anthony Horowitz. Het werd voor het eerst gepubliceerd op 1 november 2011 in de Verenigde Staten en Europa. Het betreft de eerste keer dat de Conan Doyle Estate een officieel boek als behorende tot de canon bestempelt, naast de werken van Arthur Conan Doyle zelf.

## Introductie
Het Huis van Zijde speelt zich af in 1890, wanneer Londen zucht onder een barre winter. Sherlock Holmes en zijn assistent Dr. Watson worden aangezocht om het mysterie van een dubieuze man met een litteken op te lossen, wat hen doet belanden in een reeks duistere avonturen die hen naar het Huis van Zijde voert. 
De reden waarom dit avontuur nog niet is verteld is simpel: Watson, de schrijver van Holmes' avonturen, vond de schokkende ontdekkingen tijdens hun speurtocht te verontrustend en duister om op dat tijdstip in de geschiedenis openbaar te maken. Daarom besloot hij het verslag van het onderzoek te laten bewaren in een kluis, zodat het pas na honderd jaar gelezen zou worden.

## Ontvangst
Het boek werd algemeen goed ontvangen. Een review in The Guardian merkte op, "Alle elementen zijn aanwezig: de data, de data en de data. Niets van belang is vergeten. Maar kan Horowitz, net zoals Holmes, uit een druppel water het verschil zien tussen de Atlantische Oceaan en de Niagara? Kan hij ons verbazen? Kan hij ons sensatie brengen? Het antwoord is ja."